# Giovanni da San Guglielmo
Padre Giovanni Nicolucci, conosciuto come Giovanni da San Guglielmo (talvolta anche Giovanni da Batignano) (Montecassiano, 15 luglio 1552 – Batignano, 14 agosto 1621), è stato un religioso e presbitero italiano, appartenente alla congregazione dei Frati Scalzi di Sant'Agostino. È stato proclamato venerabile dalla Chiesa cattolica nel 1770 con decreto di papa Clemente XIV.

## Biografia

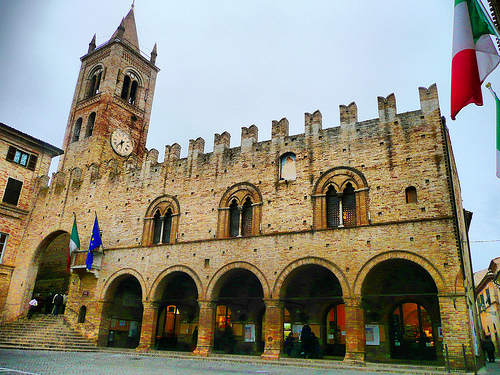
Montecassiano

### Nascita, giovinezza e vocazione sacerdotale
Nato nell'odierna Montecassiano - allora Marca anconitana, oggi provincia di Macerata - da Francesco Nicolucci e Francesca Piccinotti, quarto di cinque figli, si ritrovò dall'età di tredici anni orfano di entrambi i genitori. Dopo aver venduto tutte le proprietà ereditate per saldare i debiti contratti dal padre, fu preso in casa dalla famiglia del benestante concittadino Bartolomeo Quattrini, grazie al quale poté compiere i suoi studi finché chiese, e ottenne, di poter entrare a far parte dell'Ordine degli Eremitani di Sant'Agostino nel convento di San Marco a Montecassiano, dove fu accolto come novizio nel 1568. Nel 1574 fu ordinato diacono e due anni più tardi fu consacrato sacerdote. Celebrò la prima Messa a Montecassiano nella chiesa dedicata a San Marco il 3 maggio 1576, nel giorno dedicato all'Invenzione della Santa Croce. Proprio in occasione della sua prima Messa i biografi riferiscono di un prodigio compiuto per tramite del giovane sacerdote: grazie alle sue preghiere un cugino, gravemente malato da due anni, recuperò la salute.

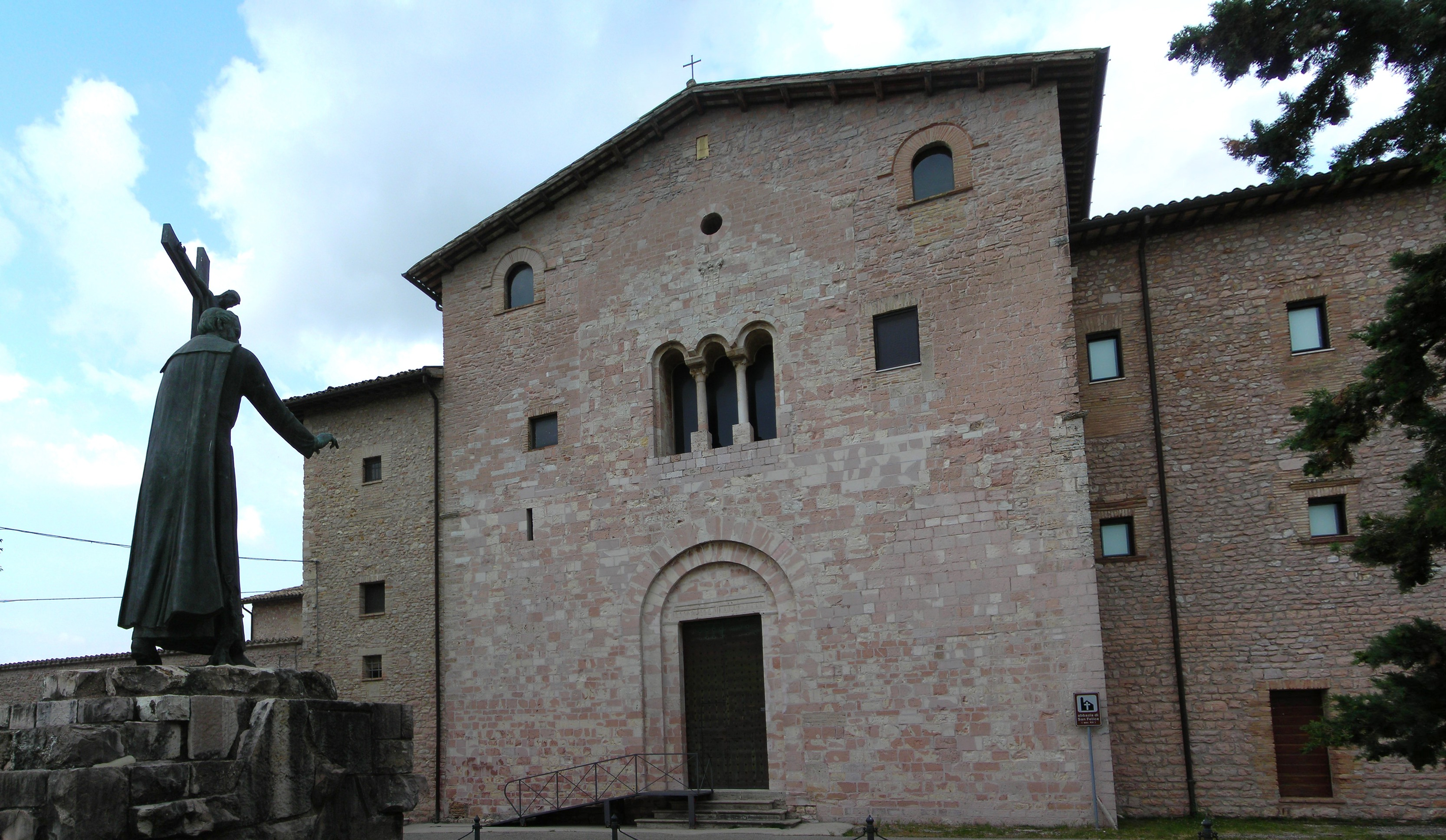
San Felice di Giano (PG), dove il P. Giovanni ricoprì la carica di maestro dei novizi

### Studi e priorati
Negli anni successivi, per ordine dei superiori, venne inviato dapprima a Fermo, poi a Venezia, a Rimini e nuovamente a Venezia per compiere gli studi di filosofia e teologia, finché nel 1581 fu assegnato a Padova dove prese il titolo di lettore in teologia e dove, nel 1583, cadde vittima di una controversia che, pur vedendolo innocente, gli costò un anno di carcere e altre umiliazioni che egli sopportò con profonda umiltà. Tornato nelle Marche, si trasferì poi a Sulmona dove rimase per quattro anni come lettore e insegnante di filosofia e teologia nel convento dei Padri Celestini. Successivamente fu nominato maestro dei novizi nel convento di San Felice a Giano, in Umbria, dove cominciarono a conoscersi la sua austera condotta di vita e le rigorose penitenze a cui sottoponeva il suo fisico giorno e notte, oltre all'assidua pratica della preghiera. Ovunque era apprezzato per le sue doti di umiltà, profondità di intelletto e capacità nell'insegnamento. Ma la stima degli altri lo infastidiva, al punto da portarlo a chiedere di cambiare convento. Fu quindi inviato a Perugia (1590), ma nello stesso anno fu eletto priore del convento di Camerino. Due anni dopo fu eletto priore del convento di Montecassiano, città dove fu anche nominato maestro della scuola pubblica, e dove istituì la scuola catechistica domenicale per i fanciulli.

### La scelta eremitica
La sua vocazione era però quella di vivere in preghiera e penitenza nella solitudine. Pertanto, nel 1594 chiese al suo priore provinciale di ritirarsi in un romitorio di Castelfidardo ma, poiché la sua fama si era estesa a tutta quella zona, gli fu concesso alla fine di ritirarsi in qualche romitorio al di fuori della provincia. Ricevette dal provinciale di Siena il permesso di raggiungere l'eremo di Monteacuto (oggi Montauto, presso Anghiari), detto anche della Madonna della Sassetta, dove dimorò per due anni, finché quel romitorio fu assegnato ad un religioso della provincia agostiniana di Siena, costringendo il Padre Giovanni a cercare un altro luogo di preghiera e solitudine. Giunse quindi in quella che una volta era la grandiosa Abbazia di Malavalle, o Stabulum Rhodis, distante cinque chilometri da Castiglione della Pescaia, oggi nella Maremma grossetana, in un luogo - la Malavalle, appunto - ritenuto pericoloso per la presenza di animali, uomini malvagi e aria malsana delle vicine paludi. Era la fine del 1597. In quel luogo Papa Gregorio IX aveva fatto erigere nel 1227 una chiesa in onore di San Guglielmo eremita, morto nel 1157 e canonizzato nel 1202, che in quella stessa valle visse gli ultimi anni della sua vita. E proprio lì il Padre Giovanni scelse di stabilirsi per soddisfare il suo desiderio di vivere nascosto e sfuggire alle lodi mondane, ad imitazione del santo eremita di cui, in un certo senso, raccoglieva l'eredità.

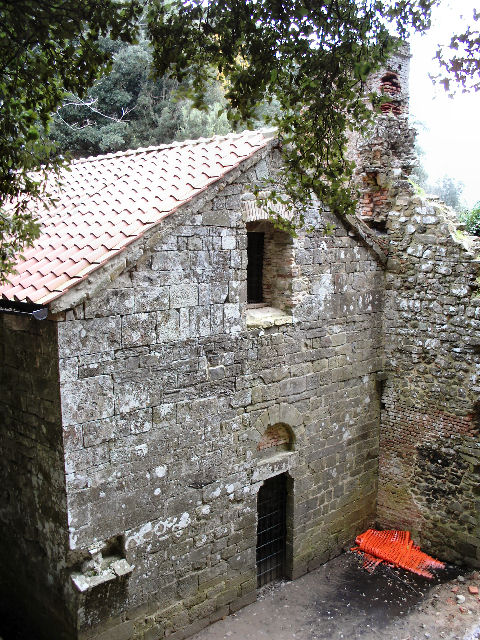
Eremo di San Guglielmo a Malavalle

### Nella Malavalle
Pertanto, con la licenza del proprio Ordine poté esercitare la vita eremitica gestendola secondo la propria ispirazione. Ad una vita di penitenza alternata ai raccoglimenti contemplativi avrebbe unito un attivo impegno sacerdotale, messo in pratica mediante l'apostolato rivolto alle genti del posto. Chiunque si recava al suo eremo descriveva con ammirazione il suo sorprendente e singolare costume di vita: fu così che cominciarono ad affluire alla Malavalle sempre più persone desiderose di imitarne lo stile, prima da Castiglione e poi anche dagli altri paesi del circondario. Fu proprio su invito del Vicario foraneo di Castiglione della Pescaia, per partecipare ad una liturgia del Giovedì santo del 1598, che il Padre Giovanni si fece conoscere dall'allora Vescovo di Grosseto, Mons. Clemente Politi. Questi fu informato di un episodio che vide protagonista il frate marchigiano il quale, nel corso di una colazione preparata per tutti i sacerdoti convenuti per la celebrazione, rimproverò i presenti per non aver fatto neanche un segno della Croce prima di mangiare.

### Vita di penitenza
Mons. Politi volle quindi conoscere meglio questo sacerdote eremita, del quale venne a sapere fatti sorprendenti, ormai noti a chi frequentava l'eremo di Malavalle, ossia le sue predicazioni che attiravano i fedeli, la sua costante propensione alla preghiera a scapito del riposo notturno, al quale concedeva non più di quattro ore per notte e mai su un letto ma per terra o su tavole di legno, la sua totale dedizione per i poveri, ai quali distribuiva tutte le offerte che riceveva, la sua alimentazione che consisteva in un pezzo di pane raffermo se non ammuffito assieme a qualche erba selvatica, e solo una volta al giorno. Inoltre, raramente utilizzava calzari ai piedi, preferendo girare a piedi nudi su tutti i terreni, le strade, le mulattiere e in mezzo ai boschi, tra rocce, spine e schegge di legno, piante e insetti velenosi e animali selvatici, talvolta baciando i sassi su cui inciampava ringraziando il Signore per avergli mandato qualche sofferenza.

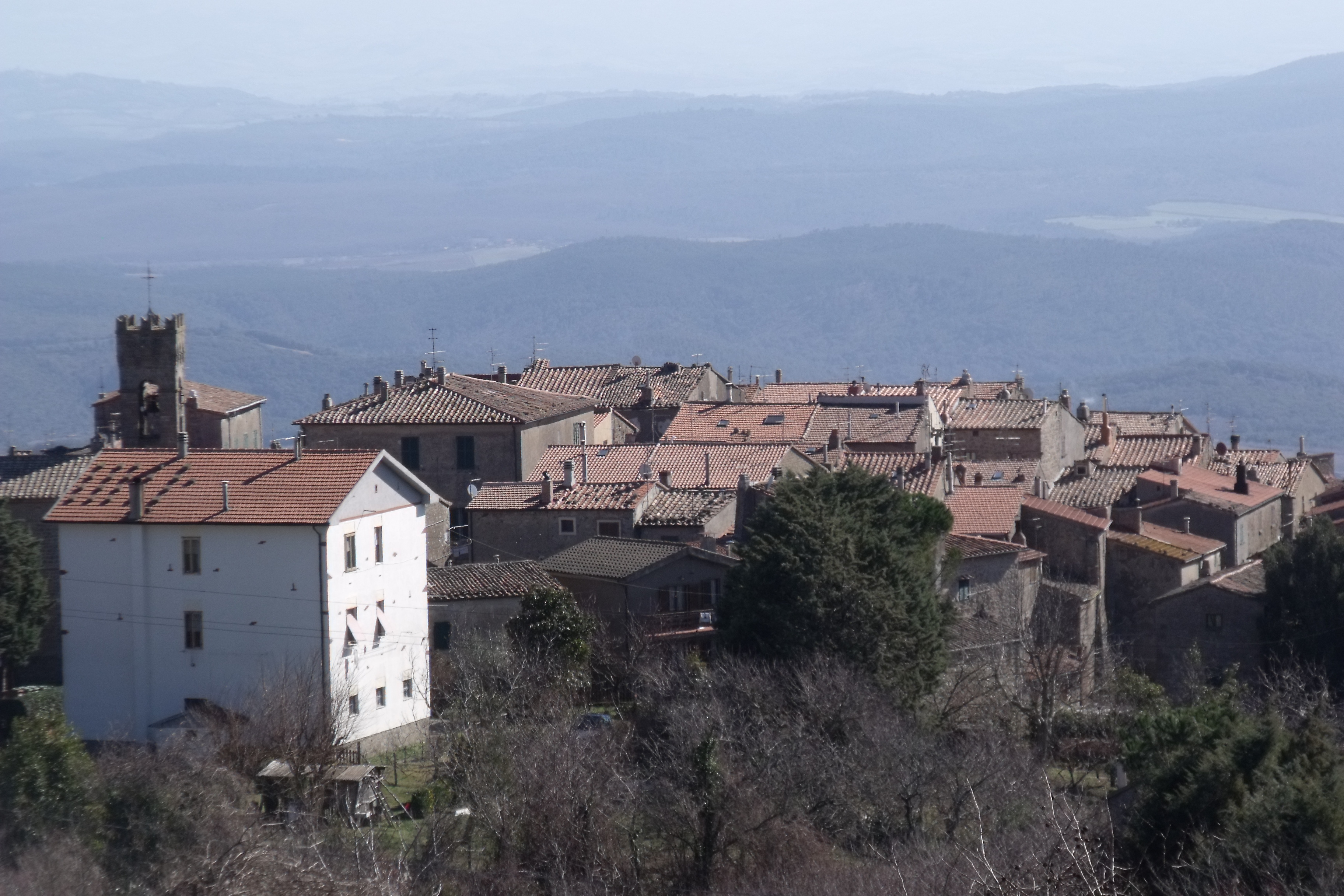
Sassofortino, prima località dove il P. Giovanni fu inviato per la predicazione

### La predicazione in Maremma
Il Vescovo, una volta venuto a conoscenza delle potenzialità missionarie di questo uomo di Dio, pensò bene di avvalersi del suo contributo per l'evangelizzazione delle popolazioni più povere e arretrate della Diocesi grossetana. L'anno seguente cominciò quindi la missione del Padre Giovanni per portare la Parola di Dio agli abitanti della Maremma: la prima località fu Sassofortino, paese distante quaranta chilometri in linea d'aria dalla Malavalle, verso l'interno, dove l'eremita agostiniano fu inviato per predicare la Quaresima, e dove i fedeli - sulla base delle testimonianze riportate dai biografi - dopo le prime predicazioni affollarono il confessionale per poi presentarsi in numero sempre maggiore le volte successive. E in ogni luogo dove egli predicava, si verificavano le stesse manifestazioni di devozione da parte della gente, che all'uscita dalla chiesa lo attendeva per ricevere una benedizione o una mano sul capo, e talvolta per toccare il suo mantello o addirittura asportarne un frammento da custodire come reliquia. Così accadde in ogni paese che raggiungeva dopo aver attraversato a piedi o con un asinello, di giorno o di notte, i colli, i boschi o le paludi che separavano l'eremo di Malavalle dai borghi nei quali si recava per predicare le Quaresime o gli Avventi o altre celebrazioni. Paesi come Castiglione della Pescaia, Buriano (dove fin dal 1597 esisteva un romitorio fatto costruire dal Padre sul luogo dove secondo la tradizione la Madonna apparve a San Guglielmo), Scarlino, Caldana, Ravi, Giuncarico, Gavorrano, Montepescali, Batignano, Talamone e Montieri, conobbero le sue omelie al pari di città più o meno grandi come Grosseto, Livorno, Siena, Roma, Firenze, Genova, nelle quali invece il Padre Giovanni era inviato su disposizione dei superiori del suo Ordine d'appartenenza, non senza ricevere le stesse manifestazioni di affetto e devozione come accadeva nei piccoli villaggi.

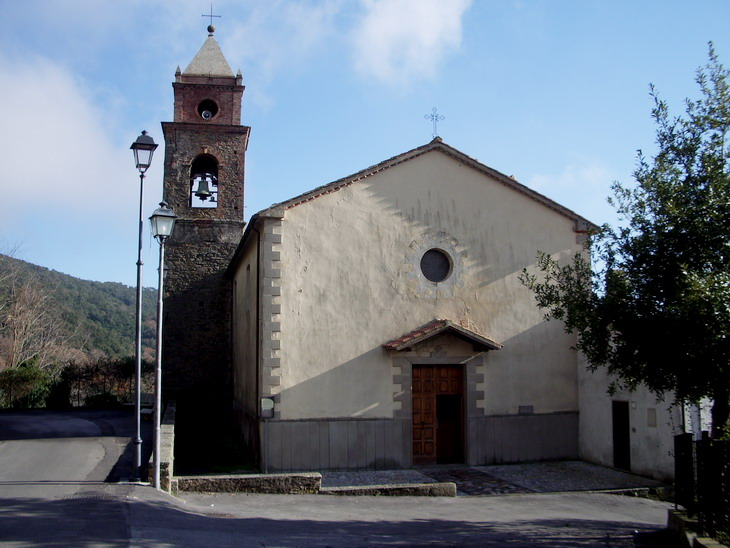
Tirli, Chiesa di Sant'Andrea apostolo

### A Tirli
Ma un paese in particolare (o quel che ne restava) attirò più di altri l'interesse del Padre Giovanni: era Tirli, distante pochi chilometri dalla Malavalle, che nel 1580 fu raso al suolo da una banda di pirati turchi. Da allora la popolazione sopravvissuta viveva in uno stato quasi primitivo dentro le capanne nel mezzo della selva, priva di un'autorità civile ma soprattutto religiosa. Giunto lì dopo due giorni e due notti di cammino dentro la macchia, vide con i propri occhi come viveva quella gente ormai considerata dal mondo civile come fuorilegge. Chiese dunque al Vescovo Mons. Politi di potersi occupare dell'educazione dei tirlesi, cercando di riorganizzarne la vita comunitaria. Con il consenso dei Vescovi di Grosseto (Mons. Clemente Politi e il suo successore Mons. Giulio Sansedoni) e l'aiuto della Casa regnante del Granducato di Toscana (egli era infatti tenuto in ottima considerazione dalla Granduchessa Cristina di Lorena, moglie del Granduca Ferdinando I de' Medici e madre del Granduca Cosimo II), poté edificare, a partire dal 1606, dapprima la chiesa dedicata a Sant'Andrea Apostolo destinata a divenire parrocchia per la cura spirituale dei fedeli del luogo, e successivamente l'attiguo convento che - previa autorizzazione del Priore Generale dell'Ordine Agostiniano - avrebbe accolto una comunità di religiosi staccatisi dall'eremo di San Guglielmo. Nel 1613 iniziò l'edificazione, in un luogo in mezzo al bosco, poco distante da Tirli ma ricadente nel territorio del Principato di Piombino, di un eremo intitolato al Volto Santo di Gesù, oggi meglio noto come Eremo di Sant'Anna. Ottenuto il beneplacito della Principessa di Piombino, Isabella Appiano Mendoza d'Aragona, si poté costruire in meno di due anni un piccolo romitorio con quattro piccole stanze e una chiesa che da quel momento poteva accogliere degnamente, collocata sopra l'altare maggiore, una copia di un ritratto del Volto Santo di Gesù Cristo - il cui originale era conservato a Roma - che il Vescovo Mons. Sansedoni aveva donato al Padre Giovanni.

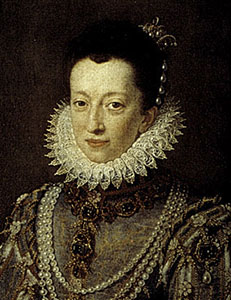
Cristina di Lorena, madre del Granduca di Toscana Cosimo II de' Medici

### Relazioni con le case regnanti
Amante della contemplazione e del continuo dialogo con Dio vissuto nel silenzio dell'eremo o del fitto bosco, egli tuttavia praticava con altrettanta assiduità l'umiltà e la dedizione per i poveri e i sofferenti, accogliendoli nel suo eremo per curarli ed assisterli, ma nello stesso tempo non perdeva di vista il profondo senso dell'obbedienza che lo portava a predicare lontano dai suoi conventi su disposizione dei suoi superiori, sia diocesani che dell'Ordine agostiniano. In entrambi i casi rinunciava alla tanto amata solitudine spinto dall'amore per il prossimo, un amore che il Padre Giovanni perseguiva fino allo stremo delle forze, anche mettendo a repentaglio la propria salute pur di accorrere a confortare spiritualmente qualche malato o moribondo. Ciò avvenne per esempio in occasione della morte del Granduca Cosimo II de' Medici, nel gennaio 1621 a Firenze, dove Giovanni accorse senza esitazione, invitato dalla Granduchessa Cristina di Lorena che desiderava la presenza del Padre eremita al capezzale del figlio morente, e questo malgrado le già precarie condizioni di salute del sacerdote, il cui fisico era fortemente minato da una vita di penitenze e rigore. Ciò dimostra anche come egli intrattenesse rapporti con diversi casati d'Europa, primi fra tutti i Medici. La famiglia granducale dei Medici, e nello specifico la Granduchessa Cristina, venne a conoscenza delle virtù del Padre Giovanni per bocca del P. Leonardo Coqueau, agostiniano e confessore di corte. In seguito la stessa Granduchessa volle conoscere di persona il Padre, in occasione di una delle predicazioni che egli tenne a Firenze. Ma Cristina di Lorena non era l'unica devota del padre marchigiano in casa de' Medici. Maria, cugina di Cosimo II e moglie di Enrico IV di Francia, pregò nel 1606 il Padre Giovanni (al quale scrisse diverse lettere) di recarsi al Santuario di Loreto per pregare la Vergine Maria affinché il marito riconciliasse il Papa Paolo V con la Repubblica di Venezia. Infine, rapporti epistolari ci furono anche con Massimiliano I Wittelsbach duca di Baviera, tra il 1616 e il 1620, il quale si appellava alle preghiere del Padre agostiniano per ottenere la grazia di un figlio dalla moglie Elisabetta di Lorena, oppure per i pericoli che correva il cattolicesimo nel corso della Guerra dei trent'anni (Massimiliano I fu infatti fondatore e primo comandante della Lega cattolica che prese parte ai combattimenti).

### Attratto dalla Riforma degli Agostiniani
In quegli stessi anni cominciava a diffondersi in tutta Italia la congregazione degli Agostiniani Scalzi, che vide la luce nel 1593, e il cui stile di vita caratterizzato innanzitutto da una più rigida osservanza della Regola agostiniana, dal silenzio e dall'assiduità nella preghiera, dalla semplicità ma soprattutto dall'umiltà (che a partire dal 1609 costituì il quarto voto di questa congregazione, in aggiunta ai tre voti di obbedienza, povertà e castità comuni a tutti gli altri Ordini religiosi), attrasse il Padre Giovanni e lo spinse fin dai primi anni del 1600 a prendere contatti con personalità appartenenti sia alla suddetta congregazione degli Scalzi che alla comunità agostiniana dell'eremo di Lecceto (nei pressi di Siena), famosa anch'essa per la rigorosa osservanza della Regola. Il passaggio dagli Eremitani agli Scalzi, oltre che motivato dall'innato desiderio di dedicarsi ad una più autentica vita contemplativa - ragione che dalle Marche lo spinse fino alle sperdute selve dell'allora Maremma senese - fece sì che abbandonasse gli incarichi che fino a quel momento ricopriva, ossia Soprintendente assoluto del convento di Tirli, Superiore dell'eremo del Volto Santo e - da ultimo - Vicario foraneo di Castiglione della Pescaia, per sottomettersi con riverenza ed umiltà (ossia, scalzarsi) ed obbedire alle altrui disposizioni. Questo avvenne solamente nel febbraio 1621, ossia quando Papa Gregorio XV, per mano del Cardinale Roberto Bellarmino (legato al Padre Giovanni da un rapporto di reciproca e profonda stima), diede il suo assenso all'ingresso dell'ormai anziano Padre fra gli Agostiniani Scalzi dispensandolo dal previsto noviziato. Fino ad allora vi furono soprattutto le resistenze della corte granducale che non intendeva privarsi di una figura di tale spessore: in Toscana, infatti, non esistevano conventi abitati da Frati Scalzi di S. Agostino, e un passaggio dell'eremita di Malavalle a detta Congregazione ne avrebbe comportato il trasferimento in altre regioni. Pertanto Cosimo II si attivò per l'insediamento dei suddetti frati a Siena, ma alla fine la scelta cadde su Batignano nelle cui vicinanze - secondo quanto concordarono il rappresentante della Congregazione e futuro Priore del nascente convento di S. Lucia, P. Fabiano di S. Maria Maddalena, e il Vescovo di Grosseto, Mons. Francesco Piccolomini - sarebbe sorto un monastero dedicato alla Santa Croce e, in attesa che questo fosse completato, un piccolo romitorio dedicato a Santa Lucia dove il Padre Giovanni, il Padre Fabiano e altri due confratelli si sarebbero stabiliti.

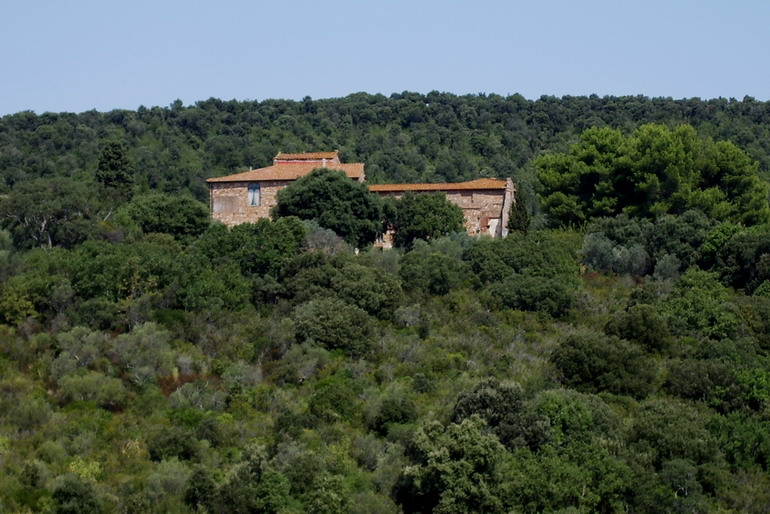
Batignano, Convento di Santa Croce

### A Batignano
Sul finire di aprile del 1621 giunse per Giovanni il momento di lasciare Tirli e la Malavalle, ossia i luoghi dove aveva vissuto e operato per oltre ventitré anni, per trasferirsi a Batignano e prepararsi all'ingresso negli Agostiniani Scalzi. Benché malato ed anziano (si apprestava a compiere 69 anni), partì dall'eremo del Volto Santo alla volta di Tirli dove lo attendevano, tra gli altri, Orindio Baccellieri notabile batignanese e Don Augusto Verrucci pievano di San Martino di Batignano. Lasciato Tirli, con Giovanni portato in spalla sopra uno scranno date le precarie condizioni fisiche, il corteo si diresse verso Castiglione della Pescaia, dove al pari di Tirli la gente del luogo accompagnò il passaggio del loro Padre con commozione e profondo dispiacere, in quanto tutti consapevoli di perdere più che una semplice guida spirituale. Partiti anche da Castiglione sotto l'occhio vigile della Cavalleria granducale, appositamente inviata dalla Granduchessa Cristina per prevenire eventuali tumulti, la spedizione giunse a Grosseto, dove il Padre Giovanni si ritirò in preghiera presso la chiesa di San Francesco. All'uscita dal convento c'era tutta la città ad attenderlo, con in testa il Governatore della città e gli inviati della Granduchessa, il Vescovo Mons. Piccolomini, la Curia e le Confraternite locali e il popolo che devotamente lo accompagnò mentre ripartiva per dirigersi infine a Batignano. Ad un miglio dal paese era situata la cappella di San Giorgio, dove il sacerdote di Malavalle assieme ai rappresentanti del borgo di Batignano, a tre sacerdoti e ai tre futuri confratelli del Padre Giovanni - che lo attendevano tutti all'ingresso del paese - recitarono una preghiera di ringraziamento per poi proseguire fino alla chiesa pievana di San Martino. Là vi fu l'abbraccio fra i quattro Padri (Giovanni con Fabiano, Geminiano e Teodoro), preludio dell'unione che sarebbe avvenuta qualche giorno più tardi con l'investitura sacramentale del Padre Giovanni nel convento di Santa Lucia.

### Passaggio agli Agostiniani Scalzi
Il 3 maggio seguente, dedicato all'Invenzione della Croce, quarantacinque anni dopo la prima Messa celebrata nella chiesa di San Marco a Montecassiano, si tenne la cerimonia d'ammissione di Fra Giovanni negli Agostiniani Scalzi. Un corteo composto dagli uomini delle Confraternite con i loro stendardi, i Padri Scalzi (con Giovanni), il clero secolare e il Vicario del Vescovo, e quindi i Priori dei Comuni con le loro bandiere e gli stendardi e una moltitudine di popolo, si mosse da Batignano per il convento di Santa Lucia, dove il Padre Giovanni - che da quel momento assunse il nome di Giovanni da San Guglielmo, in onore del santo eremita francese di cui seguì le orme per più di venti anni - rispondendo alle domande di rito formulategli dal Superiore, il Padre Fabiano di S. Maria Maddalena, professava i quattro voti di obbedienza, povertà, castità ed umiltà, ed acconsentiva a sottomettersi a tutte le norme di vita comunitaria proprie degli Scalzi, rinunciando in primo luogo a qualunque incarico o nomina futura, ma soprattutto alle severe mortificazioni che infliggeva al suo corpo. Accettava, in pratica, di mangiare nel refettorio con gli altri Padri le stesse vivande, di rispettare gli orari stabiliti dall'Ordine, di accettare le visite e i consigli medici e di non sottoporre più il suo fisico ai frequenti digiuni o punizioni che ad esso infliggeva per penitenza e che compromisero quasi irreparabilmente la sua salute.

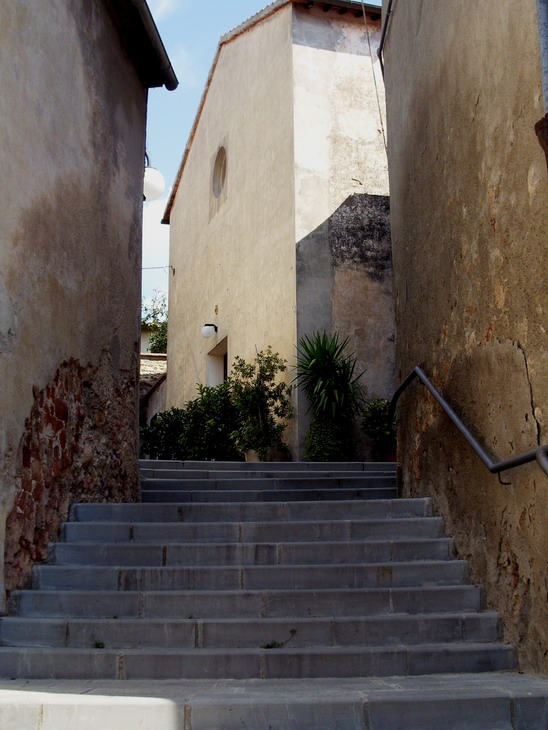
Batignano, Pieve di San Martino, al cui interno si conservano le spoglie del P. Giovanni

### Gli ultimi giorni di vita
Verso la fine di luglio giunse a Giovanni una lettera del Vescovo di Grosseto che richiedeva la sua presenza per assistere un sacerdote malato. Incurante delle sue condizioni fisiche, e contro la volontà dei correligiosi, si mise in viaggio verso Grosseto spinto dal quel senso di carità ed obbedienza nei confronti dell'autorità e del prossimo che caratterizzò tutta la sua vita religiosa. Tornato al convento, ormai stremato dal clima e dalla malattia, fu colto da malore mentre era in preghiera con gli altri Padri. Si decise quindi di trasferire a Batignano il Padre Giovanni e gli altri tre Padri, anch'essi ammalati a causa dell'aria malsana che si respirava nel luogo dove sorgeva il convento di S. Lucia. Nel paese, e precisamente all'ospedale dove avrebbero allestito due camere per ospitare i quattro Frati, il Padre marchigiano poteva ricevere più agevolmente le cure di un medico. Durante il viaggio Orindio Baccellieri, grande devoto del Padre Giovanni, che si occupò di organizzare il trasferimento da S. Lucia a Batignano, decise improvvisamente di ospitare a casa sua i quattro confratelli. Tale decisione, apparentemente priva di una valida motivazione, fu invece dettata da una sorta di intuizione profetica legata ad un ricordo dello stesso Baccellieri, risalente a due mesi prima in occasione di una visita del Padre Giovanni nella sua residenza, quando il Padre inaspettatamente si inginocchiò appoggiato ad un letto (nella stanza di Orindio) e rimase in preghiera fra lo stupore dei presenti. In quella stanza, e in quel letto, su indicazione di Baccellieri, fu fatto sistemare l'ammalato Padre, che all'alba del 14 agosto 1621, vigilia dell'Assunzione della Beata Vergine Maria, abbandonò la vita terrena contemplando un'immagine della Madonna (da lui definita "Gemma del Cielo") donatagli dall'ambasciatore del Portogallo a Roma, che egli portò sempre con sé fino alla fine.

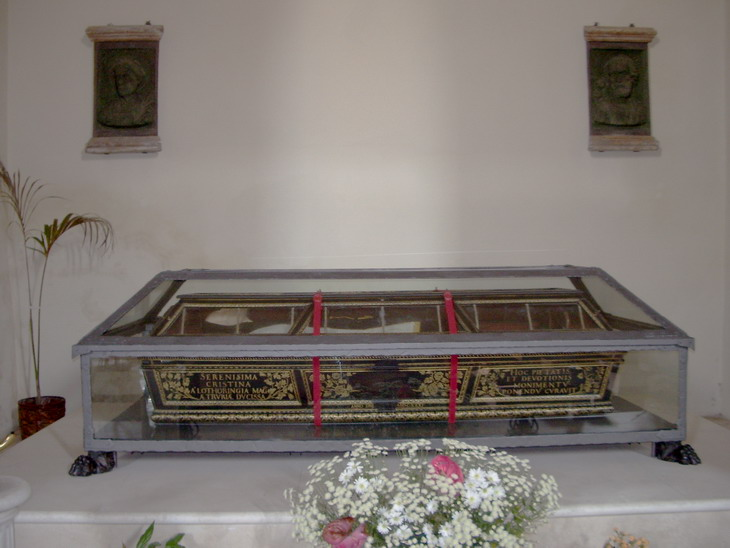
Urna del P. Giovanni da S. Guglielmo

### Esequie e sepoltura
La partecipazione dei fedeli maremmani, desiderosi di vedere il loro Apostolo per l'ultima volta e di esprimergli tutta la loro gratitudine, ebbe inizio fin dal sabato 14, giorno della morte, e culminò con i funerali che ebbero luogo lunedì 16, con il corteo - al quale presero parte non meno di ottomila persone - che dalla casa Baccellieri percorse il miglio e mezzo che separava Batignano dal convento di Santa Lucia. Qui il corpo di Giovanni rimase esposto per la venerazione del popolo fino al giorno 22, quando fu sepolto segretamente per timore che le spoglie venissero trafugate. Cinque anni più tardi, e cioè nel febbraio 1626, i resti mortali del Padre furono trasferiti nel nuovo convento di Santa Croce dove si insediarono i Padri Agostiniani Scalzi fino al 1811, anno in cui a seguito delle soppressioni napoleoniche che colpirono gli istituti religiosi il corpo del Padre eremita, nel frattempo proclamato venerabile da Papa Clemente XIV nel 1770, fu spostato nella chiesa di San Martino a Batignano dove tuttora riposa, posto all'interno della preziosa urna in legno decorato, fatta costruire a Firenze nel 1631 dalla Granduchessa Cristina di Lorena. Dal 2004 le reliquie del venerabile Giovanni da San Guglielmo riposano nella cappella sinistra (già intitolata a San Rocco) della chiesa di San Martino, dopo che per quasi due secoli avevano trovato posto in una cripta dietro l'altare maggiore, che ora accoglie alcuni cimeli appartenuti al Venerabile e alcune biografie scritte su di lui nel corso dei secoli.

## L'Apostolo della Maremma

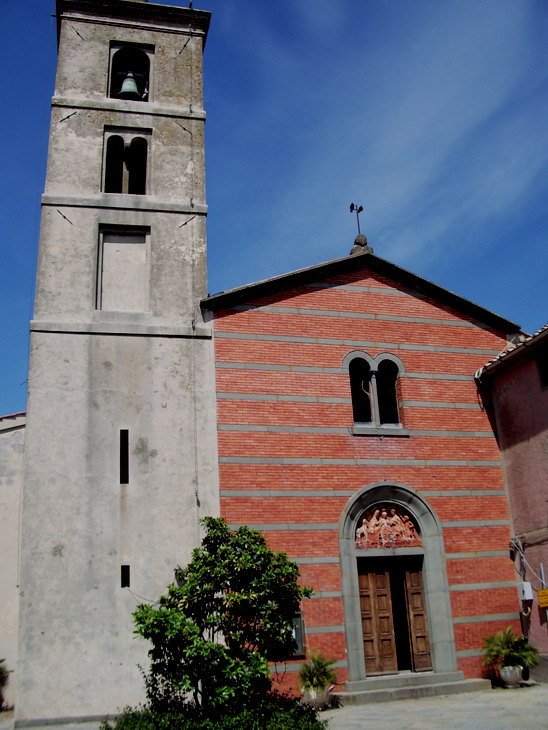
Montiano, Chiesa di San Giovanni Battista

### Fatti prodigiosi durante la vita
Le testimonianze di chi assistette in prima persona all'operato di Giovanni - raccolte in occasione dei processi istruiti per accertarne l'eroicità delle virtù - furono costellate fin dall'inizio di episodi o aneddoti che contribuirono ad alimentare la devozione che il popolo maremmano tributò al frate agostiniano scalzo già da quando egli era in vita. Di seguito ne verranno riportati alcuni tra i più significativi, tratti dalle biografie scritte su di lui.

#### A Montiano
Nel corso di un'epidemia che colpì il borgo di Montiano, durante la quale morivano fino a 2-3 persone al giorno senza possibilità di essere curate, la popolazione impaurita mandò a chiamare il Padre Giovanni che in quei giorni si trovava ad Orbetello. Impossibilitato a recarsi a Montiano, perché quello stesso giorno aveva intenzione di dirigersi verso Talamone, alcuni uomini andarono a piedi e a cavallo proprio a Talamone e portarono il Padre a Montiano dove fu accolto dalla popolazione in lacrime. Lì, dopo aver prima sostato in preghiera nella chiesa parrocchiale, entrò nelle case per far visita agli ammalati congedandosi dopo averli guariti dalla malattia.

#### A Malavalle
Mentre si trovava all'eremo di Malavalle si presentò una donna, la quale non vedendo ritornare il figlio che da Castiglione si era recato a S. Guglielmo, chiese al Padre Giovanni dove fosse, e poi andò a cercarlo. Dopo un'ora la madre trovò il figlio morto annegato in prossimità del Fosso di S. Guglielmo. Dopo averlo disteso per terra, Giovanni si inginocchiò e stette in preghiera davanti a lui; quindi, alzatosi, lo toccò e il bambino ricominciò a respirare. Lo portarono in chiesa e, dopo un altro momento di preghiera, il bambino si alzò in piedi.

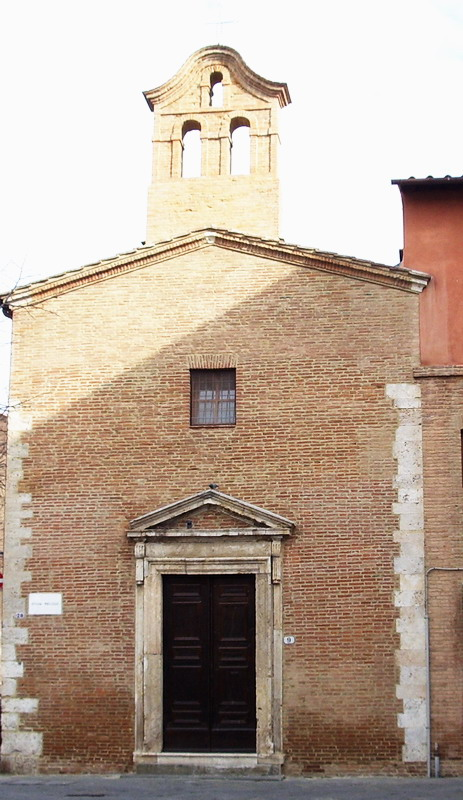
Grosseto, Chiesa dei Bigi (o delle Clarisse)

#### A Grosseto
Una donna devota di Grosseto aveva una nipotina affetta da una malattia ad un occhio; volle quindi portarla alla chiesa delle Clarisse, dove il Padre Giovanni celebrava la messa. Al termine di questa, la donna mandò la bambina in sagrestia dove il Padre, vedendola, la accarezzò, le chiuse l'occhio, le fece dire un Padre Nostro ed un'Ave Maria e la mandò via guarita dalla malattia.

#### A Batignano
Alla costruzione del convento di Santa Lucia, nelle campagne di Batignano, è legata la tradizione orale dei tori della famiglia Franci. Avendo il Padre Giovanni necessità di alcuni tori da utilizzare per il trasporto dei materiali, il ricco (e poco religioso) possidente Franci gli fornì alcuni esemplari bradi e selvatici, che davanti al Padre si inginocchiarono, si fecero legare e svolsero il loro lavoro docilmente, per poi tornare nuovamente selvatici una volta liberati. Un'altra vicenda tramandata dalla tradizione orale, riguardante anch'essa la famiglia Franci, è quella di Giovanni che, invitato a pranzo da questa famiglia, anziché accettare quanto gli veniva offerto, preferì mangiare un pezzo di pane che si era portato al seguito. Alle rimostranze dei padroni di casa, egli replicò affermando che il loro pane era fatto col sangue dei poveri. Detto ciò prese un pane, lo spezzò e da questo cominciò ad uscire sangue che macchiò la tovaglia.

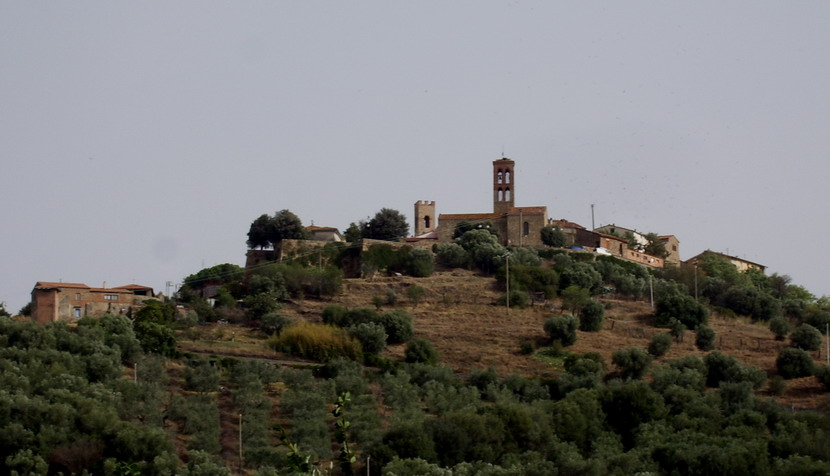
Montepescali

### Fatti prodigiosi dopo la morte

#### Il devoto di Montepescali
La sera del 14 agosto 1622, un anno dopo la morte del religioso agostiniano, un uomo di nome Massaino Biselli fu aggredito da un suo avversario nei pressi delle mura di Montepescali, cadendo ferito da diciassette pugnalate, tra cui alcune alla testa. Nonostante la gravità delle ferite (a causa delle quali difficilmente poteva sopravvivere), egli tuttavia rimase in vita il tempo sufficiente per conversare con quanti si recavano a fargli visita, dichiarando di aver invocato l'intercessione del Padre Giovanni per ottenere la grazia di morire non prima di aver ricevuto i sacramenti.

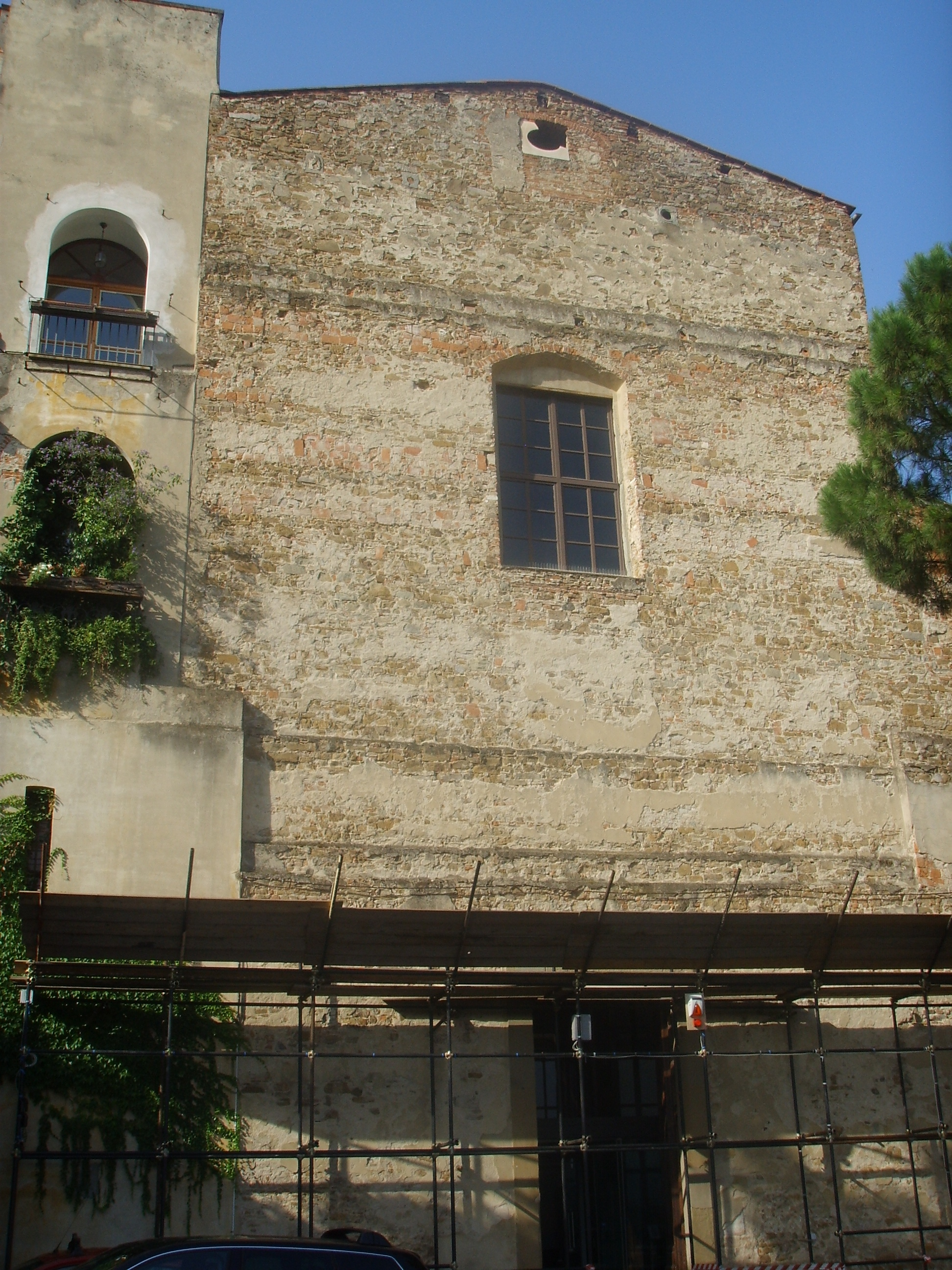
Firenze, Chiesa dei Santi Agostino e Cristina, fondata dagli Agostiniani scalzi

#### Incorruzione ed ebollizione del sangue
In occasione dell'autopsia effettuata sul corpo del P. Giovanni, nel 1621, furono prelevati il cuore - che fu donato alla Granduchessa Cristina di Lorena, che ne aveva fatto esplicita richiesta - e alcuni pezzi d'intestino i quali, unitamente al sangue sgorgato, furono chiusi in un vaso di vetro e fatti murare dal pievano di Batignano dietro l'altare della cappella di San Rocco, nella chiesa parrocchiale di Batignano. Nel 1703, durante alcuni lavori di restauro che interessarono la suddetta cappella, fu ritrovato il vaso con le viscere, e assieme ad esso un'etichetta in cui era stato scritto a chi apparteneva il contenuto. Fu quindi disposta l'apertura del contenitore, alla presenza del vescovo di Grosseto, durante la quale ci si accorse che il sangue al suo interno mostrava segni di "ebollizione", ossia gorgogliava, aumentava di volume e produceva bolle. Un simile fenomeno si ripeté anche in occasione di successive ricognizioni dell'ampolla (1704, 1709, 1714, 1723, 1838 e 1895), nel corso delle quali fu accertata anche l'integrità e la freschezza delle parti di intestino presenti nel recipiente.

#### Il cuore
Cristina di Lorena, madre del Granduca Cosimo II de' Medici morto alcuni mesi prima del P. Giovanni, chiese come preziosa reliquia il cuore dell'eremita agostiniano, profondamente colpita da ciò che si verificò al momento dell'estrazione dell'organo dalla cassa toracica: fra lo stupore di coloro che assistettero all'autopsia, trovarono infatti il cuore completamente essiccato e privo di cavità interne. Questo fu poi portato alla Granduchessa che lo ripose in un reliquiario d'argento e lo custodì fino a quando, poco prima di morire, lo fece consegnare al P. Arsenio dell'Ascensione, sacerdote agostiniano scalzo, all'epoca predicatore di casa Medici e uno dei primi biografi del P. Giovanni da S. Guglielmo, per essere custodito presso il convento fiorentino degli Agostiniani Scalzi. Nel 1689, mentre il padre sacrista mostrava il cuore custodito nel reliquiario, si videro colare delle gocce di sangue: avvertiti il medico della corte granducale e il medico del convento, fu accertato che il cuore era disseccato come al momento dell'autopsia (1621) ma il sangue che da esso colava era veramente sangue umano.

## Dopo la morte

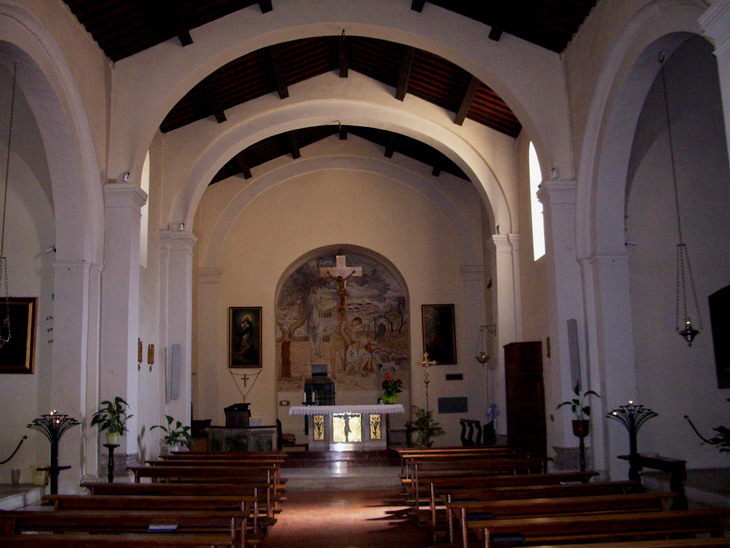
Batignano, Pieve di San Martino vescovo (interno)

### Ricognizioni delle spoglie mortali
Il 22 agosto 1621, terminati gli onori resi dalle autorità e dal popolo di Maremma, il corpo del Padre Giovanni fu tumulato in uno stanzino posto in un sottoscala del convento di Santa Lucia, in un luogo segreto scelto appositamente per scongiurare sia tentativi di trafugamento, che atti di culto non consentiti dalle leggi canoniche.
Ma nel gennaio del 1622, in seguito a piogge torrenziali che si infiltrarono nel luogo di sepoltura, fu necessario riesumare le spoglie del Padre, il cui corpo, sebbene fossero trascorsi cinque mesi dalla morte, era ancora perfettamente fresco ed integro. Tale evento, ritenuto da tutti come un segno straordinario, portò all'effettuazione della prima ricognizione giuridica del corpo, eseguita alla presenza, tra gli altri, del Vescovo di Grosseto mons. Piccolomini, e di due medici in qualità di periti. Nel frattempo si era aperto (dal dicembre del 1621) il processo canonico che ebbe come tappe fondamentali altre ricognizioni giuridiche compiute sul corpo e su alcune reliquie prelevate dal frate agostiniano scalzo subito dopo la morte (il sangue con parti di intestino e il cuore), eseguite nel 1626, 1709, 1714, 1794, 1811, 1838 e 1895.
Ad esse si aggiungono diverse esposizioni della salma, mostrata al popolo batignanese in occasione degli spostamenti che nel corso del tempo hanno interessato la cassa - donata della Granduchessa Cristina di Lorena nel 1631 - contenente i resti del Padre Giovanni. L'ultima esposizione ebbe luogo negli anni 2003-2004, contestualmente alla ricognizione scientifica effettuata in occasione del restauro dell'urna e della risistemazione della cripta dietro l'altare maggiore della chiesa di San Martino, quando le reliquie del Venerabile furono poste nell'attuale collocazione (cappella di sinistra).

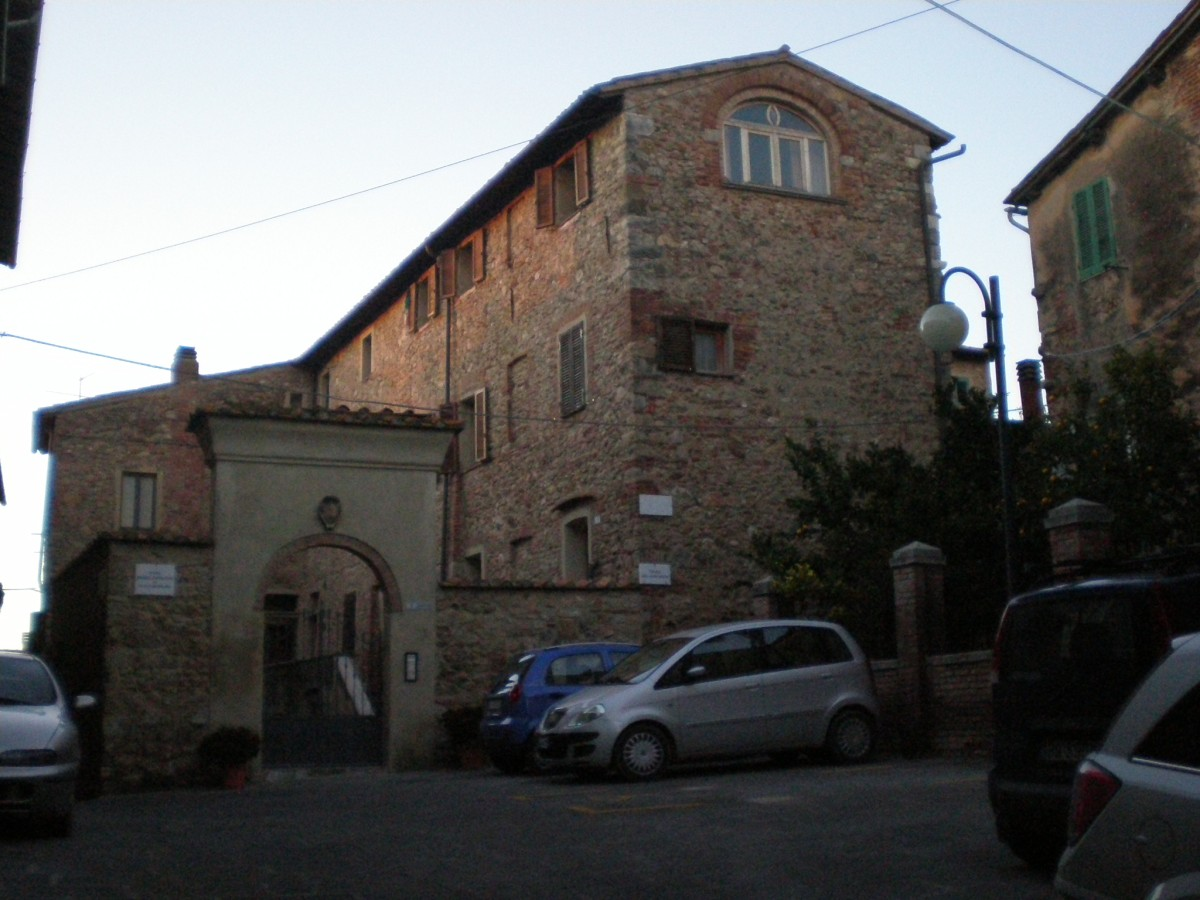
Batignano, Piazza Padre Giovanni da S. Guglielmo

### Il percorso per la beatificazione
Il processo canonico ebbe inizio nel dicembre 1621 con il primo processo informativo ordinario, istituito a Batignano, al quale seguirono quelli tenuti in altri centri della Maremma grossetana come Grosseto, ma anche Orbetello, Montiano, Castiglione della Pescaia, Gavorrano, Montepescali e Scarlino, ossia alcuni fra i luoghi nei quali più assidua fu la presenza del frate marchigiano per le predicazioni e l'apostolato.
A questi fecero seguito, a partire dal gennaio 1624, i processi informativi apostolici, nell'ambito dei quali fu svolta la seconda ricognizione giuridica del corpo del P. Giovanni (1626) e i processi che ebbero luogo nelle diocesi di Grosseto, Soana, Siena e Loreto-Recanati, oltre che a Lucca e Firenze. Sospesi per alcuni decenni, i processi ripresero nel 1713 con il decreto della Congregazione dei Riti con il quale si ordinava l'istruzione dei processi sugli scritti del Padre Giovanni, e sul "non culto", ossia l'assenza di segni di culto (iscrizioni con l'appellativo di beato, raffigurazioni con altri santi, ecc.) eventualmente tributati al religioso agostiniano.
Dal 1731 si tennero le congregazioni sull'eroicità delle virtù, che si conclusero il 21 settembre 1770 con l'emanazione da parte di papa Clemente XIV del decreto sull'eroicità delle virtù, con il quale Giovanni da San Guglielmo fu proclamato venerabile. I processi istruiti negli anni a seguire riguardarono sia i miracoli avvenuti per sua intercessione, sia i fatti prodigiosi legati al sangue e alle interiora appartenenti al sacerdote di Montecassiano. I suddetti processi durarono fino al 1786 e ricominciarono nel 1893, dopo un lungo periodo di interruzione dovuto agli eventi politici, durante il quale avvenne lo spostamento della salma del Venerabile dal convento di Santa Croce (soppresso durante il periodo napoleonico) alla Pieve di San Martino a Batignano (1811). Una volta riprese, le congregazioni che si riunirono per l'esame dei miracoli si interruppero definitivamente nel luglio 1896.